# 위 무공
위 무공(衛 武公, ? ~ 기원전 758년)은 서주 시기 및 춘추 시대 위나라의 제11대 군주(재위: 기원전 812년 ~ 기원전 758년)이다. 성은 희(姬), 이름은 화(和)다.

## 사적
《사기》 위강숙세가에 따르면, 아버지의 사랑을 받아, 아버지가 죽고 형 위 공백이 즉위하자 뇌물로 사(士)를 사 공백을 묘지에서 습격해, 공백이 희후의 묘도에서 자결하자 화가 위후가 되었다. 그러나 사마정의 《사기색은》에서는 계찰이 강숙과 무공의 덕을 칭송한 점, 《국어》에서 무공의 치세를 기리고 무공을 '예성'(叡聖)이라고 한 점, 《시경》에서 “위나라 세자 공백이 일찍 죽었다”라고 하고 피살됐다고 하지 않은 점을 들어 사마천이 무공이 공백을 죽이고 임금이 되었다고 쓴 것은 잘못되었다고 주장했다.
무공은 강숙의 정치를 본받았으며 백성들을 화합하였다. 무공 42년(기원전 771년) 주 유왕이 견융의 습격으로 피살되자, 병사들을 거느리고 주 평왕을 보좌하며 공을 세워 공 칭호를 하사받았다.